# Dvořákova vila (Brno)
Dvořákova vila je funkcionalistický vlastní dům stavitele Václava Dvořáka postavený v Brně v letech 1936–1937. Nachází se v katastrálním územní Stránice (Masarykova čtvrť) č. p. 104, Foustkova ulice č. o. 19.

## Historie a popis
Václav Dvořák (1900–1984), majitel větší stavební firmy (realizovala např. stavbu Biskupského gymnázia a dále nejrůznější rodinné i nájemní domy), vypracoval v polovině 30. let 20. století společně s architektem ruského původu Sergejem Medvěděvem a brněnským architektem Mojmírem Kyselkou projekt vlastní vily na rozhraní Masarykovy čtvrti a Wilsonova lesa. Na podobě interiérů se podíleli Kyselka a Jaroslav Grunt. Dvořák stavbu využíval také jako domácí galerii pro svoji malířskou a sochařskou sbírku, neboť byl v té době významným sběratelem a mecenášem výtvarného umění.
Stavba nepůsobí tak moderně, jako jiné vily stavěné ve stejném období. To je zapříčiněno valbovou střechou, vyloženou korunní římsou i celkovým rozvrhem a řešením fasád. Jedná se o samostatně stojící třípodlažní budovu postavenou na půdorysu obdélníka. K jeho jihozápadní straně přiléhá dvojgaráž. Z části prvního patra předstupuje před fasádu vložený kvádr (arkýř) obložený travertinovými deskami, který také tvoří podlaží nad garáží. V přízemí vily se nachází jednopokojový byt správce s kuchyní přístupný bočním vchodem a technické provozy (sklepy, prádelna). Hlavní vchod ústí přes zádveří do vestibulu se schodištěm do prvního patra. Zde chodba rozděluje interiér na dvě poloviny – směrem do ulice se nalézá jeden pokoj, koupelna a WC, v části obrácené do zahrady jsou dva pokoje a kuchyně s pokojíkem služky. Nad garáží se nacházela krytá veranda se schodištěm do zahrady, později přebudovaná instalací běžných oken na pokoj. Ve druhém patře jsou směrem do ulice umístěny provozní místnosti (WC, koupelna, kuchyně a schodiště na půdu), druhou polovinu patra směrem do zahrady zabírají tři pokoje. Střecha kryté verandy byla využita jako otevřená terasa.
Sbírku Václava Dvořáka umístěnou v domě tvořily především obrazy od Antonína Procházky. Dalšími zastoupenými malíři byli např. Emil Filla, Václav Špála, Josef Šíma, ze sochařů Josef Kubíček, Jan Lauda, Vincenc Makovský, aj. Za druhé světové války zpracoval Dvořák plány na stavbu protileteckého krytu, který se měl nacházet šest metrů pod úrovní terénu a který měl být přístupný jak chodbou z vily, tak i schodištěm ze zahrady. K jeho výstavbě ale nedošlo.
V roce 1952 byla vila znárodněna. Svoji uměleckou sbírku Dvořák již od znárodnění své firmy v roce 1948 ukrýval u svých přátel a známých, roku 1959 ale byla zkonfiskována a stala se součástí fondu Moravské galerie. Během 70. a 80. let sloužil dům jako jesle, po roce 1989 byla vila vrácena dědicům, kteří získali i uměleckou sbírku. V 90. letech zde fungovala mateřská škola, která ukončila svoji činnost v roce 1997.
Dne 19. února 1988 bylo průčelí vily zapsáno na seznam kulturních památek.